# Joseph Pease, 3. Baron Gainford
Joseph Edward Pease, 3. Baron Gainford (* 25. Dezember 1921; † 4. April 2013 in Marlow, Buckinghamshire) war ein britischer Peer.

## Leben
Er war der älteste Sohn von Joseph Pease, 2. Baron Gainford und dessen Ehefrau Veronica Margaret Noble. Er heiratete 1953 Margaret Theophila Radcliffe Tyndale (* 1925), eine Tochter von Henry Edmund Guise Tyndale, M.B.E. und Ruth Isabel Walcott Radcliffe. Das Ehepaar hatte zwei Töchter, Hon. Joanna Ruth Miriam Pease (* 1959) und Hon. Virginia Claire Margaret Pease (* 1960). Er erbte 1971 beim Tode seines Vaters dessen Titel.
Joseph Pease wurde in Eton und Gordonstoun erzogen, später (1995), schon als älterer Mann, studierte er an der Open University of Oxford bis 1997 und schloss das Studium mit dem Grad eines Bachelors of Art (BA) ab.
Von 1947 bis 1949 war er im Directorate of Colonial Survey tätig. Danach arbeitete er von 1958–65 im London County Council. Von 1965 bis 1973 war er Delegierter des Vereinigten Königreiches bei den Vereinten Nationen.